# Ех, яблучко, куди котишся?
«Ех, яблучко, куди котишся?» (інша назва: «Яблучко») — радянський художній фільм 1926 року, знятий режисерами Михайлом Доллером і Леонідом Оболенським на студії «Межрабпом-Русь».

## Сюжет
Пригодницько-драматична історія про часи громадянської війни у Росії 1918—1920 років. В основі сюжету — викриття анархістських банд в Одесі.

## У ролях
- Варвара Попова — Маруся
- Марія Васильєва — Гапка-отаманша
- М. Зарічний — Петрусь
- Петро Рєпнін — Чарлі Чапля, секретар банди
- В. Цаплін — Іоселе, музикант
- Олександр Чистяков — машиніст
- Олександр Громов — червоноармієць
- Володимир Уральський — міліціонер
- Дмитро Покрасс — тапер
- Марія Шльонська — робітниця
- Борис Шліхтінг — австрійський офіцер

## Знімальна група
- Режисери — Михайло Доллер, Леонід Оболенський
- Сценарист — Валентин Туркін
- Оператор — Борис Франциссон
- Художник — Сергій Козловський